# غوشة عليا (مقاطعة تشرام)
غوشة عليا (بالفارسية: گوشه علیا) هي قرية تقع في قسم بشتة ذيلايي الريفي (مقاطعة تشرام) في إيران. يقدر عدد سكانها بـ 70 نسمة بحسب إحصاء 2016.